# Itaporanga (São Paulo)
Itaporanga is een gemeente in de Braziliaanse deelstaat São Paulo. De gemeente telt 14.780 inwoners (schatting 2009).

## Aangrenzende gemeenten
De gemeente grenst aan Barão de Antonina, Coronel Macedo, Fartura, Itaberá, Riversul en Santana do Itararé (PR).